# Trollkäringtjärnarna
Trollkäringtjärnarna (den västra, större, övre av två), är en sjö i Vansbro kommun i Dalarna och ingår i Göta älvs huvudavrinningsområde.